# Damasios
Damasios (altgriechisch Δαμασίος Damasíos) oder Damasias (Δαμασίας Damasías) ist in der griechischen Mythologie ein Sohn des Penthilos, Sohn des Orestes von Mykene mit dessen Halbschwester Erigone. Er ist der Bruder des Echelaos, sollte Penthilos zwei Söhne gehabt haben.
Damasios kämpfte bei der Verteidigung Achaias gegen die Herakliden unter Aristomachos auf Seiten seines Onkels Tisamenos. Sein Sohn Agorios lebte zur Zeit des Oxylos im achaiischen Helike, war also der Herrschaft der Herakliden entzogen, bis ihn Oxylos nach Elis holte.